# Die geschundene Alte

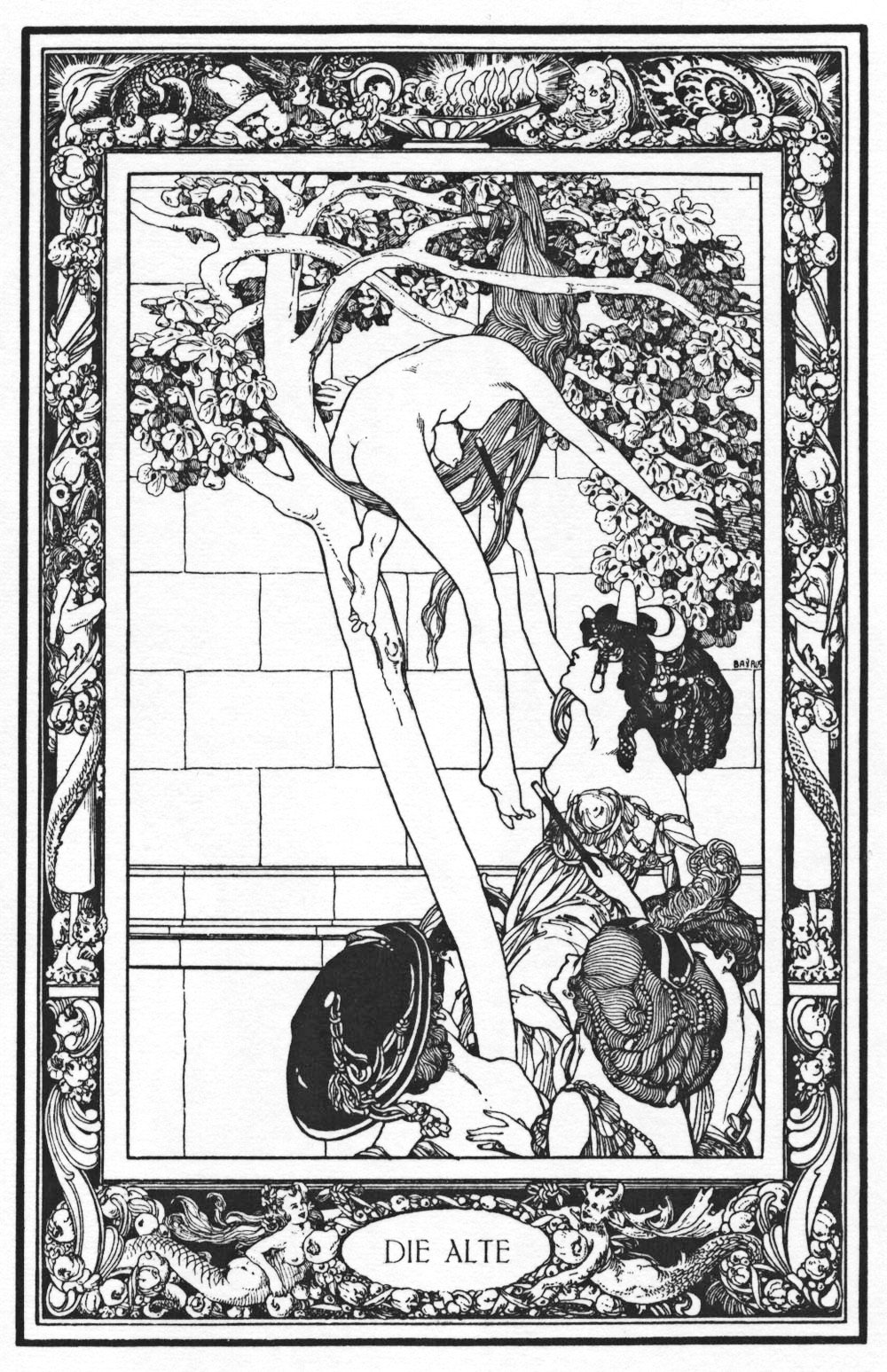
Illustration von Franz von Bayros, 1909

Die geschundene Alte (neapolitanisches Original: La vecchia scorticata) ist ein Märchen (AaTh 877). Es steht in Giambattista Basiles Sammlung Pentameron als zehnte Erzählung des ersten Tages (I,10). Felix Liebrecht übersetzte Die entdeckte Alte.

## Inhalt
Zwei alte Schwestern, die ihre Wohnung nicht verlassen, klagen über alles. So meint der König im oberen Stockwerk, da wohne eine zarte Frau, und umwirbt sie. Endlich darf er durchs Schlüsselloch einen Finger sehen, es ist ein polierter Stecken. Dann will eine ihn im Dunkeln in seinem Bett besuchen, wozu sie sich die Falten auf den Rücken bindet. Als sie eingeschlafen ist, merkt er es und lässt sie aus dem Fenster werfen, wobei sie in einem Baum hängen bleibt. Das belustigt einige Feen so, dass sie sie verjüngen. Bei der Hochzeit mit dem König will ihre Schwester immer wissen, wie sie das gemacht hat. Endlich sagt sie, sie habe sich häuten („schinden“) lassen. Die Schwester macht es nach und stirbt.

## Bemerkungen
Überzogene (und deftige) Reden geben dem Text seine Länge. Basile karikiert gern raffgierige Frauen und lächerliche Könige, der hier hat nur eine Etagenwohnung. Seine Locksprüche sind damalige neapolitanische Kinderverse. Der Spott auf arme, alte Leute hatte durchaus literarische Tradition, wie Rudolf Schenda feststellt. Trotzdem wurde das Märchen aufgegriffen, z. B. Von dem König, der eine schöne Frau wollte in Gonzenbachs Sicilianische Märchen (Nr. 73) und fünf Varianten aus dem 20. Jahrhundert in Cirese/Serafinis Tradizioni orali non cantate.
In Matteo Garrones Pentamerone-Verfilmung Das Märchen der Märchen aus dem Jahr 2015 wird auch Die geschundene Alte erzählt. Die beiden Schwestern werden dabei von Shirley Henderson und Hayley Carmichael gespielt, Vincent Cassel übernahm die Rolle des Königs.